# Life F190
La Life F190 (anche nota con le sigle L190, W190 o semplicemente 190) è stata la monoposto da competizione costruita dalla scuderia italiana Life per prendere parte al campionato mondiale di Formula 1 1990.
Vettura ambiziosa e particolarmente innovativa, in special modo per il suo motore radiale W12 progettato dall'ex tecnico della Ferrari Franco Rocchi (che in teoria avrebbe dovuto unire la potenza di un V12 alla compattezza e leggerezza di un V8), una volta portata in pista si rivelò concettualmente errata, lenta ed inefficiente a tal punto da non riuscire a qualificarsi ad alcun Gran Premio.
Proprio in virtù dell'assenza di competitività, la F190 è generalmente considerata una delle peggiori vetture mai iscrittesi al mondiale di Formula 1, se non la peggiore in assoluto.

## Contesto
Verso la fine degli anni 1980 l'imprenditore Ernesto Vita aveva acquistato dall'ex ingegnere della Ferrari Franco Rocchi i diritti d'utilizzo dell'innovativo motore W12 da costui progettato, puntando ad inserirsi nel giro della Formula 1 come fornitore di unità motrici tramite il marchio Life Racing Engines (Life in inglese significa "vita", evocando il cognome dell'imprenditore).
Non essendo però riuscito a trovare alcun acquirente per l'impiego di tale motore, in vista del mondiale di Formula 1 1990 Vita decise di agire per conto proprio e di iscrivere la Life come scuderia.

## Dalla First alla Life
Vita contattò pertanto la First Racing, team di proprietà dell'ex-pilota Lamberto Leoni che già nel 1989 aveva vanamente tentato di partecipare al mondiale di F1: Leoni aveva fatto progettare una macchina (denominata F189) ai tecnici Gianni Marelli (a sua volta ex dipendente Ferrari) e Ricardo Divila. Da tali disegni era stato costruito un prototipo, affidato a Gabriele Tarquini, il quale l'aveva testato su pista ed utilizzato in un'esibizione al Motor Show di Bologna: la macchina aveva linee abbastanza convenzionali ed essenziali, con musetto basso, sottile e rastremato, e pance laterali molto basse, strette e affusolate. Il ridotto budget della First e il mancato superamento dei crash test imposti dalla FIA avevano tuttavia indotto Leoni a rinunciare al debutto in massima serie e a continuare l'impegno in Formula 3000.
Leoni concesse a Vita il progetto della F189, sul quale dovettero essere apportate alcune modifiche: la First montava infatti un motore V8 Judd, più lungo e più basso rispetto al W12 Life. Si intervenne quindi sull'area del cofano motore, che al di sotto della presa airscope assunse un aspetto tondeggiante e voluminoso, con prese d'aria supplementari ai lati del poggiatesta (a imitazione delle vetture costruite dalla Benetton tra il 1987 e il 1989). La carrozzeria venne colorata in rosso corsa, mentre gli alettoni erano neri.
Al motore Life venne affiancato un cambio manuale Hewland a 6 marce; il carburante venne fornito dall'Agip e gli pneumatici dalla Goodyear.
Sulla carta la vettura (che venne descritta dal team come comoda da guidare e versatile nella messa a punto) si presentava come una delle debuttanti più peculiari ed ambiziose in Formula 1 per l'anno 1990. Lo stesso progettista Divila tuttavia nutriva seri dubbi sulla bontà della soluzione: quando vide per la prima volta la monoposto la definì "una fioriera" e ammonì pubblicamente che essa sarebbe stata pericolosa da guidare, oltre che poco performante. Il suo disappunto fu tale che egli disconobbe il progetto e intentò azioni legali per impedire che il suo nome venisse ulteriormente associato alla Life.

## Carriera agonistica

### Test
Data la pochezza del budget e del materiale tecnico-umano a disposizione, la Life poté costruire una sola monoposto e ingaggiare un solo pilota: la scelta ricadde su un giovane di belle speranze, Gary Brabham, uno dei figli del campione del mondo Jack, che si affacciava per la prima volta nel mondiale di Formula 1 dopo aver vinto (da esordiente) il campionato di Formula 3000 britannica per l'anno 1989.
Il pilota e la macchina vennero presentati pubblicamente al circuito di Vallelunga, ove la vettura venne anche impegnata in un paio di giri. Più che un test, la circostanza servì soprattutto a dimostrare agli sponsor che la F190 funzionava e che i lavori procedevano per il meglio: il giovane Brabham infatti non sfruttò al massimo la macchina, ma la guidò lentamente, anche perché il team non poteva permettersi di danneggiare la propria unica monoposto.
I primi veri collaudi su pista vennero svolti sul tracciato di Monza, ove i tecnici riscontrarono evidenti noie elettroniche, che comunque vennero risolte ai box dopo aver percorso i primi dieci giri. L'auto poi riprese a correre ed effettuò circa venti tornate, dimostrando un discreto livello di affidabilità, ma segnando tempi di scarso rilievo.
La scocca non venne ulteriormente modificata in modo sostanziale: l'unico cambiamento effettuato durante i test riguardò il roll-bar, che venne irrobustito al fine di superare i crash-test della Federazione, necessari per prendere parte al campionato di F1.
Sempre per il timore di danneggiare la macchina, i collaudi pre-stagionali furono comunque di breve durata, dopodiché la scuderia si presentò a Phoenix per la prima gara del mondiale 1990, il Gran Premio degli Stati Uniti.

### Stagione
All'epoca le scuderie iscritte alla Formula 1 erano così tante che, prima di disputare le prove ufficiali (atte a formare la griglia di partenza della corsa), molte di esse dovevano disputare le prequalifiche, ossia una sessione di prove cronometrate da superare per avere il diritto di partecipare alle qualifiche vere e proprie e, quindi, alla gara.
La Life, in quanto scuderia esordiente, dovette adeguarsi a tale prassi. L'esperienza fu effimera: dopo soli quattro giri di pista, Gary Brabham fu costretto a parcheggiare la sua macchina senza aver realizzato tempi di rilievo. La causa fu individuata in una disfunzione dell'impianto elettrico.
La gara seguente si disputò sul circuito di Interlagos, in Brasile: la Life non poté presentarvisi con novità tecniche, poiché i primi due eventi stagionali erano molto ravvicinati cronologicamente e geograficamente lontani dalla base operativa di Formigine, in provincia di Modena. A San Paolo le cose andarono ancor peggio, poiché la macchina durante le prequalifiche si fermò dopo aver percorso in pratica la sola corsia dei box: la batteria si era infatti scaricata. Sebbene i tecnici italiani l'avessero messa sotto carica la sera prima, lo staff del circuito aveva staccato la corrente dai box per eseguire dei lavori, senza avvisare la squadra (che a sua volta aveva omesso di verificare puntualmente che tutto funzionasse regolarmente).
Gli accertamenti tecnici evidenziarono tuttavia che le batterie, anche qualora fossero state correttamente caricate, si sarebbero esaurite comunque nel giro di pochi minuti, poiché la centralina elettronica della F190 funzionava male e disperdeva energia. Dinnanzi a tali rovesci Gary Brabham decise di abbandonare la squadra, dichiarando che non avrebbe potuto progredire nella sua carriera se avesse continuato a correre per un team così povero di mezzi e disorganizzato. La sua carriera in Formula 1 comunque si concluse così: negli anni a venire egli non avrebbe più ottenuto alcun ingaggio nella categoria.
Rimasto privo di pilota, Vita propose a Bernd Schneider di subentrare a Brabham. Nel frattempo la F190 venne affidata al collaudatore Franco Scapini, che svolse alcune sedute di test presso il circuito di Misano, nel tentativo di correggere i difetti della vettura e aumentarne la competitività.
Schneider tuttavia rifiutò l'offerta di Vita, che pensò allora di poter impiegare Scapini, al quale però venne negata la superlicenza necessaria per correre in Formula 1. A seguito di ulteriori test la scelta ricadde su Bruno Giacomelli, all'epoca impegnato come collaudatore per la March-Leyton House; egli tuttavia non prendeva parte a un Gran Premio dal 1983 ed era dunque a sua volta sprovvisto di superlicenza.
Mentre ulteriori trattative venivano condotte con Antonio Tamburini (collaudatore della Coloni), Giacomelli riuscì finalmente ad ottenere la superlicenza e dunque l'idoneità a gareggiare.
Gli sforzi dei tecnici e il cambio di pilota non sortirono però l'effetto di migliorare il rendimento della vettura, che non fu mai capace di superare la soglia delle prequalifiche, afflitta com'era da innumerevoli disfunzioni (di natura soprattutto elettrica) e da grossi limiti tecnici legati all'aerodinamica difettosa (dato il notevole ingombro del cofano rispetto al resto del corpo-vettura) e all'inefficienza del motore. Le velocità di punta della F190 erano inferiori anche di 60 km/h rispetto a quelle delle altre macchine (finanche le meno performanti, come la EuroBrun), dalle quali la Life pagava inoltre distacchi cronometrati nell'ordine delle decine di secondi: addirittura a Monaco il tempo realizzato da Giacomelli non sarebbe stato sufficiente neppure per disputare la gara di Formula 3.
Al Gran Premio del Portogallo e in quello di Spagna, nel tentativo di migliorare le prestazioni della vettura, il W12 Life venne sostituito con un più convenzionale V8 Judd (anch'esso da 3500 cm³), ma i risultati non cambiarono ed anzi insorsero ulteriori difficoltà: il cofano motore, modificato frettolosamente per consentire di ospitare la nuova unità propulsiva, si chiudeva a fatica e addirittura si distaccò nel corso del primo giro lanciato sul circuito di Estoril.
Ormai demotivata e del tutto priva di risorse, la Life infine non si presentò alle due ultime gare dell'anno, a Suzuka e ad Adelaide, terminando così la sua breve avventura in Formula 1.
La vettura venne infine messa in vendita e acquistata da un collezionista, che la fece riequipaggiare con l'originario motore W12 onde impiegarla in esibizioni e raduni di auto da corsa storiche: nel 2009 Derek Bell la riportò in pista al Festival di Goodwood.

## Risultati in Formula 1
| Anno | Team                | Motore                          | Gomme | Piloti     |     |     |     |     |     |     |     |     |     |     |     |     |     |     |  |  | Punti | Pos. |
| ---- | ------------------- | ------------------------------- | ----- | ---------- | --- | --- | --- | --- | --- | --- | --- | --- | --- | --- | --- | --- | --- | --- |  |  | ----- | ---- |
| 1990 | Life Racing Engines | Life F35 3.5 W12 Judd CV 3.5 V8 | G     | Brabham    | NPQ | NPQ |     |     |     |     |     |     |     |     |     |     |     |     |  |  | 0     | —    |
| 1990 | Life Racing Engines | Life F35 3.5 W12 Judd CV 3.5 V8 | G     | Giacomelli |     |     | NPQ | NPQ | NPQ | NPQ | NPQ | NPQ | NPQ | NPQ | NPQ | NPQ | NPQ | NPQ |  |  | 0     | —    |

| Legenda | 1º posto     | 2º posto | 3º posto    | A punti         | Senza punti/Non class.  | Grassetto – Pole position Corsivo – Giro più veloce |
| Legenda | Squalificato | Ritirato | Non partito | Non qualificato | Solo prove/Terzo pilota | Grassetto – Pole position Corsivo – Giro più veloce |